# النصابون (مسلسل)
النصابون مسلسل تلفزيوني سوري قصير بث في وقت السهرة على مدى ثلاث حلقات.
- إنتاج : شركة الشام الدولية
- مدير الإنتاج : جورج بشارة
- مدير التصوير : هشام المالح
- التسجيل والمنتاج : خالد دهني
- مشرف صوت : مالك راضي
- المخرج المساعد : شامل أميرلاي
- المخرجة المساعدة : رويدة واصف
- إخراج : مأمون البني

## شارك في التمثيل
- خالد تاجا
- عصام عبه جي
- حسام عيد
- نورمان أسعد
- أندرية سكاف
- باسم ياخور
- أميمة طاهر
- رجاء يوسف
- توفيق العشا
- حسن عويتي
- إيلي صيدناوي
- نزار أبو حجر
- سليم التركماني
- غادة واصف
- إياد أبو الشامات